# Героико-трагическая пантомима
Героико-трагическая пантомима (также «Пантомима») — одноактный балет по поэме А. С. Пушкина «Руслан и Людмила», частично переделан из одноимённого балета и поставлен в Большом театре в 1831 году.

## История
Дирижёр Д. Карасев, балетмейстер Адам Павлович Глушковский. Художники И. Иванов и В. Баранов. Музыка Ф. Шольца. Сценарий был написан А. Глушковским по поэме Александра Пушкина. Бенефис танцовщицы Т. Глушковской. Премьера балета состоялась 15 мая 1831 года на сцене Большого театра.
В театральной рецензии А. Ф. Кони писал, что каждому балету свое время. Так, балет «Руслан и Людмила» очень нравился, а потом перестал нравиться зрителям, со временем наскучил, потому что требования зрителей к балету изменились. Раньше некоторые недостатки этого балета воспринимались зрителями как достоинства, но на большой, хорошо оборудованной сцене, в исполнении профессиональных артистов, они перестали казаться таковыми. Спектакль был поставлен на сцене только один раз и больше не демонстрировался зрителям.